# Арбана Пашоли
Арбана Пашоли (на албански: Arbana Pasholli, на македонска литературна норма: Арбана Пашоли) е политик от Северна Македония от албански произход.

## Биография
Родена е на 19 април 1981 година в град Дебър, тогава в Социалистическа федеративна република Югославия. Завършва Института по психология на Скопския университет. На 15 юли 2020 година е избрана за депутат от Демократичния съюз за интеграция в Събранието на Северна Македония.